# Orden al Mérito Cultural
La Orden al Mérito Cultural (문화훈장) es una de las órdenes al mérito de Corea del Sur. Es entregada por el Presidente de Corea del Sur por servicios excepcionales y meritorios en los campos de la cultura y el arte con el interés de promover la cultura y desarrollo nacional.

## Clases
La Orden al Mérito Cultural se confiere en 5 grados.
| Grado | Nombre          | Cinta |
| ----- | --------------- | ----- |
| 1     | Geumgwan (금관) |       |
| 2     | Eungwan (은관)  |       |
| 3     | Bogwan (보관)   |       |
| 4     | Okgwan (옥관)   |       |
| 5     | Hwagwan (화관)  |       |

## Receptores

### Geumgwan (Corona de oro), 1.ª clase
- Myung-whun Chung (1996)[3]
- Nam June Paik (2007)
- Yu Hyeon-mok (2009)[4]
- Park Wan Suh (2011)[5]

### Eungwan (Corona de plata), 2.ª clase
- Martina Deuchler (1995)
- Kun-Woo Paik (2010)[6]
- Kim Ki-duk (2012)[7]
- Lee Soon-jae (2018)[8]
- Kim Min-ki (2018)[8]

### Bogwan (Corona preciosa), 3.ª clase
- Hai-Kyung Suh, (1980)
- Yanagi Sōetsu (1984)[9]
- Chan-Wook Park (2004)[10]
- Kadir Topbaş (2014)[11]

### Okgwan (Corona enjoyada), 4.ª clase
- Choi Min Sik (2004)[10]
- Kim Dong-joo (2004)[10]
- Young-Key Kim-Renaud (2006)[12]
- Park Jae-sang (PSY) (2012)

### Hwagwan (Corona de flores), 5.ª clase
- Ji-young Kim (1998)
- Daisaku Ikeda (2009)
- Bae Yong-joon (2008)[13]
- Jason Amper (2012)
- BTS (2018)[14]
  - Kim Seok-jin (Jin)
  - Min Yoon-gi (Suga)
  - Jung Ho-seok (J-Hope)
  - Kim Nam-joon (RM)
  - Park Ji-min (Jimin)
  - Kim Tae-hyung (V)
  - Jeon Jung-kook (Jungkook)

### Clase desconocida
- Helen Kim (1963)[15]
- Samuel Martin (1994)[16]